# Орумбекзода, Шамсиддин Шодибек
Шамсидди́н Шодибе́к Орумбекзода́ (тадж. Орумбекзода Шамсиддин Шодибек; 18 марта 1956, Шугнанский район, ВАКБ, ССР Таджикистана) — таджикский государственный служащий. Министр культуры Республики Таджикистан (2013—2020 гг.), Заслуженный деятель Таджикистана (2019 г.).

## Биография
Родился 18 марта 1956 года в Шугнанском районе Горно-Бадахшанской автономной области. Имеет высшее образование, в 1977 году окончил Таджикский государственный университет по специальности филолог, а в 1991 году окончил Ташкентский институт политических наук и управления по специальности «политология».

## Семья
Женат, имеет 4 детей.

## Трудовая деятельность
Трудовую деятельность начал в 1977 году школьным учителем, а в 1978—1980 годах работал редактором телерадиокомитета ГБАО, в 1980—1995 годах инструктором, заместителем начальника отдела и заместитель председателя исполкома Совета народных представителей ГБАО. В 1995—1997 годах работал начальником управления культуры и информации ГБАО, а с 1997 по 2000 год — начальником управления телевидения и радио ГБАО.
В 2000—2011 годах работал на должностях начальника аппарата Председателя ГБАО, редактора газеты «Мунис», председателя Шугнанского района, заместителем председателя ГБАО.
С ноября 2011 года по ноябрь 2013 года — советник Президента Республики Таджикистан по кадровой политике.
С 21 ноября 2013 года по 24 января 2020 года — Министр культуры Республики Таджикистан.

## Награды
Награжден орденом Почета и Заслуженного деятеля Таджикистана (2019 г.), Отличник культуры Республики Таджикистан.